# Browncoats
 (janvier 2025).
Les Browncoats (« Manteaux bruns »), dans l'univers de fiction de la franchise Firefly, sont les membres du camp indépendantiste lors de la guerre d'unification qui a eu lieu plusieurs années avant la série. 

## Conception et évolution
Joss Whedon a développé le concept de la série après avoir lu The Killer Angels, roman historique de Michael Shaara qui a remporté le prix Pulitzer de la fiction et raconte l'histoire de la bataille de Gettysburg durant la guerre de Sécession. Il voulait suivre des gens qui avaient combattu dans le camp perdant d'une guerre et leur expérience consécutive en tant que pionniers et immigrants aux frontières de la civilisation, de manière similaire à l'époque de la reconstruction après la guerre de Sécession et de la conquête de l'Ouest.